# Oloferne (goletta)
La Oloferne è una goletta in legno varata a Messina nel 1944 nei cantieri Russo. Inizialmente fu classificata come imbarcazione da lavoro e utilizzata per una ventina d'anni come imbarcazione di cabotaggio, soprattutto nelle rotte tra la Sicilia e le isole Eolie. 
Nel 1975 fu utilizzato per la ripresa del film Il Conte di Montecristo di David Greene, con Tony Curtis e Richard Chamberlain. 
Subì poi una trasformazione in imbarcazione da diporto. Fu rifatto il piano velico, ampliata la sezione di deriva e applicata una tuga. Nel 1992 a Olbia subì un ulteriore restauro con l'intervento di manodopera specializzata proveniente da Torre del Greco.
Nel biennio 1995/96 il WWF l'ha utilizzata per il monitoraggio dell'ambiente marino e delle coste italiane.
Dal 2001 è utilizzata per attività didattiche dall'associazione La Nave di Carta che diffonde la cultura della navigazione a vela come mezzo educativo per i giovani, per la prevenzione e il recupero del disagio sociale, fisico e psichico. Un ulteriore restauro è stato compiuto nel 2006. Nel 2012 ha partecipato ad una iniziativa promossa da Legambiente  dal titolo La rotta dei migranti 
È una barca d'epoca che consente l'insegnamento di tecniche di navigazione tradizionale.
L'opera viva è in fasciame tradizionale in quercia; l'opera morta in quercia e teak; la tuga in ferro con ponti in teak. Ha una stabilità tradizionale da lavoro, con stabilità di forma e zavorra in sentina.